# Бразилиа (футбольный клуб)
«Бразилиа» — бразильский футбольный клуб из одноимённой столицы. Выступает в Лиге Бразильенсе.

## История
Клуб основан 2 июня 1975 года. «Бразилиа» — восьмикратный чемпион федерального округа, и по числу титулов является вторым клубом в истории Лиги Бразильенсе.
Домашние матчи проводит на стадионе «КАВЕ».
«Бразилиа» стала победителем первого розыгрыша Кубка Верди. Это позволило команде выступить в 2015 году в Южноамериканском кубке. Во втором раунде «Бразилиа» обыграла по сумме двух встреч со счётом 2:0 клуб Серии B «Гояс». В 1/8 финала столичная команда уступила «Атлетико Паранаэнсе» из Серии A.

## Достижения
- Чемпион Лиги Бразильенсе (8): 1976, 1977, 1978, 1980, 1982, 1983, 1984, 1987
- Обладатель Центрально-западного кубка (1): 1984